# Iside di Copto
La cosiddetta Iside di Copto, o statua di dea con diadema di Hathor (cat. 694) è una statua monumentale, in pietra, di divinità femminile (Hathor o Iside) risalente alla XVIII dinastia egizia e datata tra il 1539 a.C. e il 1292 a.C.
La statua, ritrovata a Copto nel corso di un viaggio effettuato da Vitaliano Donati per conto di Carlo Emanuele III, fa parte della collezione conservata presso il Museo Egizio di Torino, dove è giunta come parte della Collezione Donati stessa. Grazie a lui il Museo torinese, quarant'anni prima della spedizione napoleonica in Egitto, poteva già contare su un nucleo di seicento antichità egizie. 

## Ritrovamento

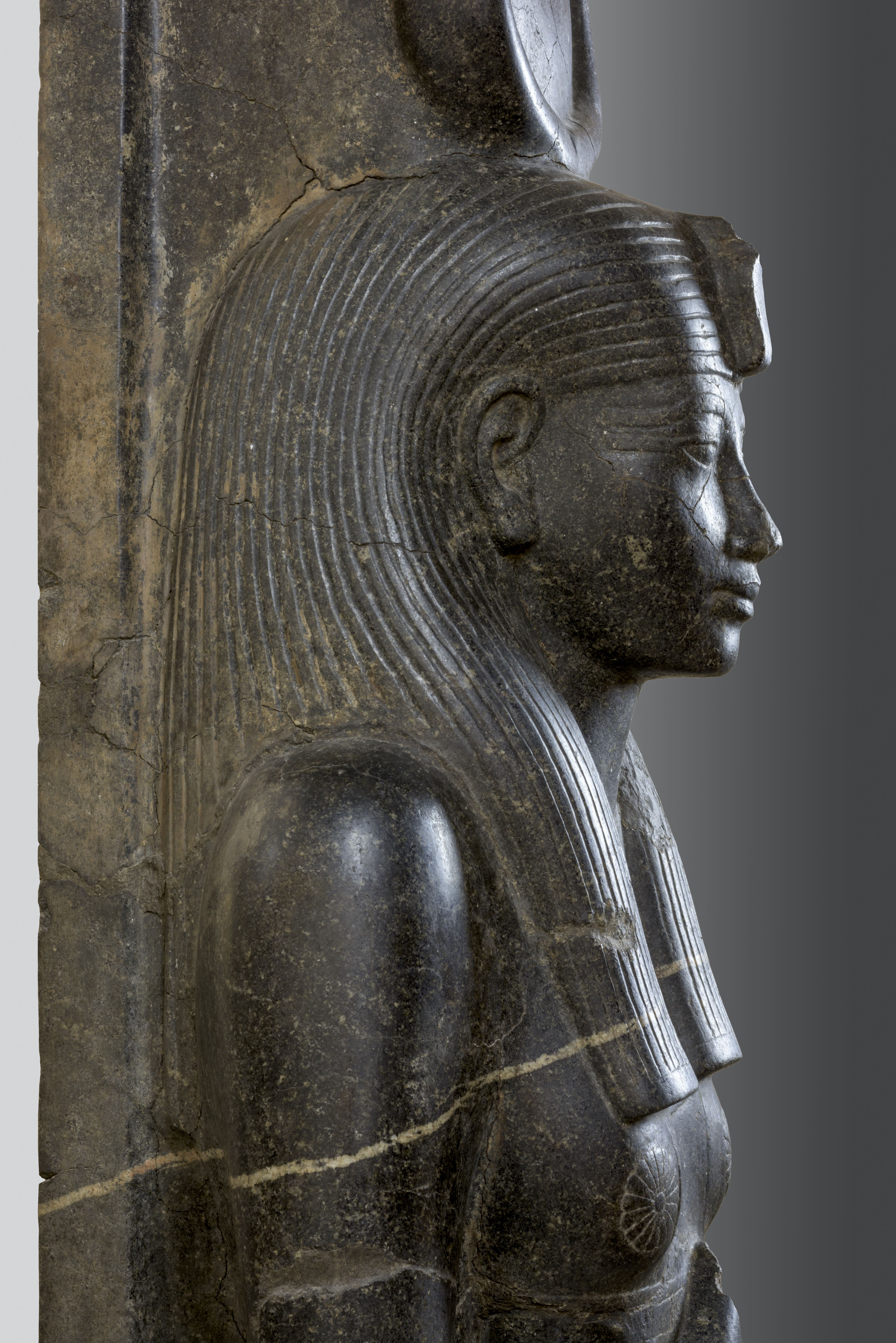
Dettaglio della statua di profilo

Vitaliano Donati, professore di botanica alla Regia università di Torino, venne inviato nel 1759 dal re Carlo Emanuele III in Egitto alla ricerca di antichità in grado di spiegare le peculiarità della Mensa isiaca. Da questa missione arrivarono a Torino circa seicento oggetti, tra i quali sicuramente erano presenti la statue monumentali di Ramses II, quella di Sekhmet e quella della dea Iside ritrovata a Copto. Vitaliano Donati non fece invece più rientro nella capitale sabauda perché morì su una nave diretta a Calcutta, dove avrebbe voluto proseguire il suo viaggio.

## Descrizione
La statua, che rappresenta il volto della regina Tiy, moglie di Amenofi III, nonna di Tutankhamon, presenta tutti gli elementi tipici della XVIII dinastia, dalla fronte ribassata al naso ricurvo, dagli occhi a mandorla alle labbra carnose. In mano tiene lo scettro che indica la stabilità.
La statua, in granodiorite, è alta 153 cm e presenta anche un vistoso diadema o disco solare solitamente associato alla dea Hathor, di cui Iside prendeva talvolta gli attributi.
A Copto, secondo la religione egizia, Iside diventa la sposa del dio locale Min; probabilmente il ritrovamento della statua è stato effettuato all'interno del tempio a lui dedicato. 
All'interno del Museo egizio, la statua è collocata all'inizio del percorso di visita, nella prima sala (basamento 03).

Vista frontale
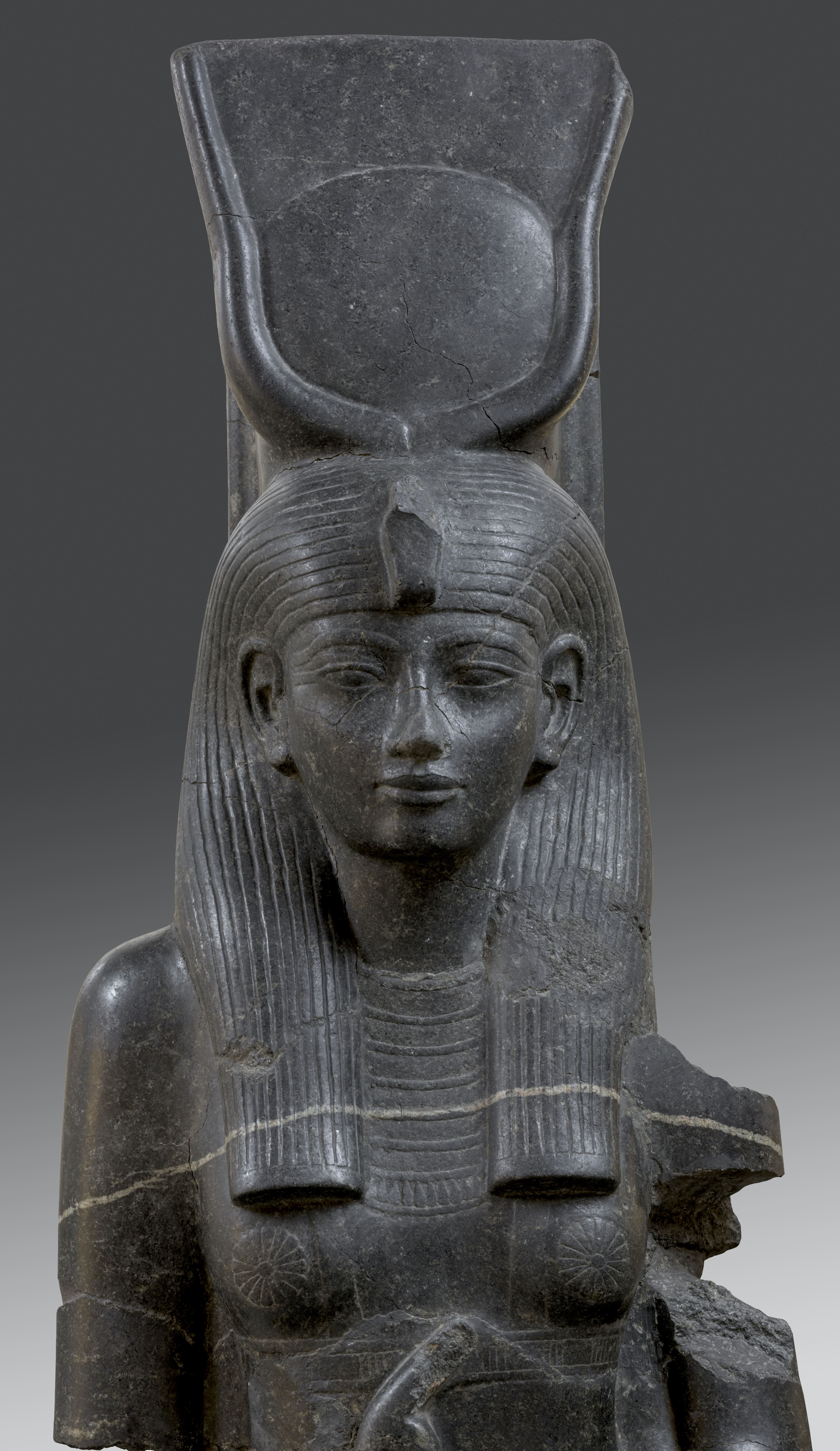
Dettaglio frontale
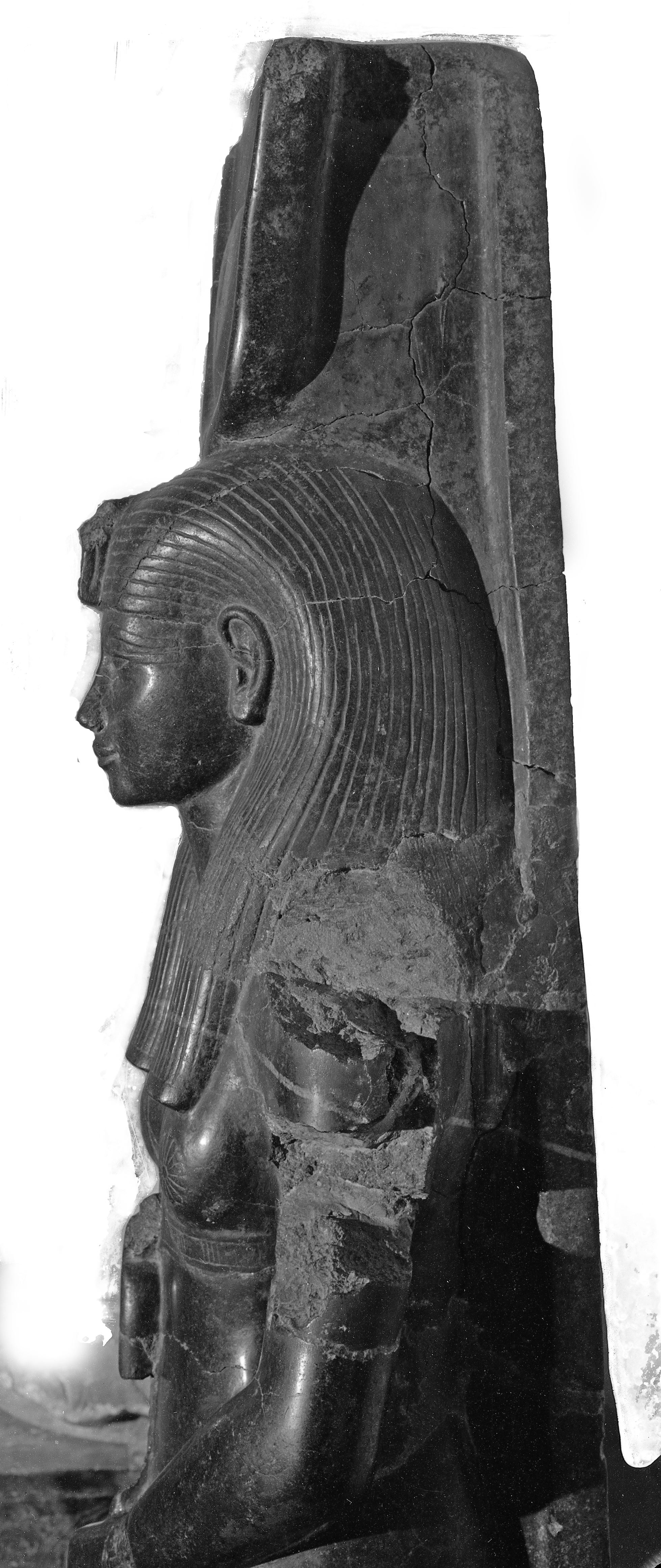
Lato sinistro